# 휴전선 감시 초소

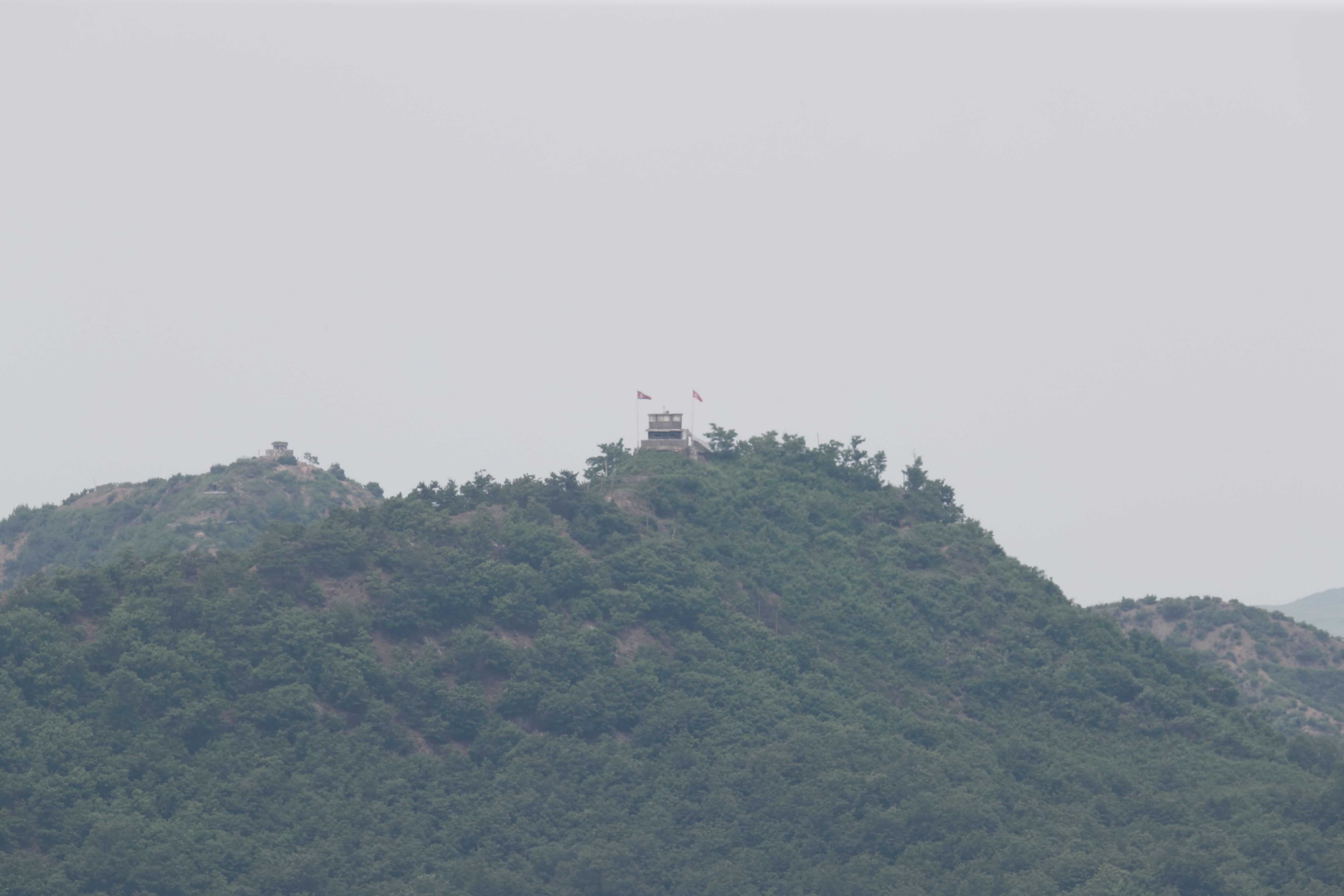
군사분계선 북쪽에 위치한 민경초소

휴전선 감시 초소(休戰線監視哨所, 영어: guard post, GP)는 군사분계선(MDL)에서부터 남북으로 각각 2 km 범위에 군사충돌을 방지하기 위한 완충지대로 설정되어 있는 한반도의 비무장 지대(DMZ)에 위치한 감시 초소이다.

## 개요
1963년부터 북측이 한반도의 비무장 지대(DMZ)에 요새와 진지, 철책을 구축하면서 남북 양측은 비무장 지대 내에 무장 군인들이 상시 주둔하는 감시 초소(GP)를 경쟁적으로 설치하였고, 일부 GP와 GP 사이에는 '추진철책'이라는 이름의 철책이 설치되어 있다. 북측은 민경초소의 '민경대'(民警隊), 남측은 GP의 '민정경찰'(DMZ Police)이라고 하지만, 실질은 양쪽 모두 무장한 군인들이다.
조선민주주의인민공화국과 다르게 대한민국측은 정전협정을 무반동총 빼고 모두 준수 하였다가, 북한의 정전협정 백지화로 인해 중무장을 하게 되었다.
비무장 지대의 남쪽 경계선은 "남방한계선"(SLL), 북쪽 경계선은 "북방한계선"(NLL)이라고 하는데, 남방한계선과 북방한계선에는 각각 240여 km의 철책선이 쳐져 있다. 남방한계선에 위치한 초소는 일반 전초(GOP)라고 칭한다.

## 문화재
- 고성 최동북단 감시초소(GP) - 등록문화재 제752호

## 같이 보기
- 한반도의 군사분계선(MDL)
- 한반도 비무장 지대(DMZ)
- 일반 전초(GOP)
- 강릉지역 무장공비 침투사건 1996년 9월 18일 발생
- CIQ(Customs, Immigration and Quarantine)
- 개성공업지구(KIR, Kaesong Industrial Region)